# Kawkab Athlétique Club de Marrakech
Il Kawkab Athletic Club de Marrakech (in arabo المراكشي الكوكب ), abbreviato in KACM e noto come Kawkab de Marrakech, è una società calcistica marocchina della città di Marrakech, fondata nel 1947. Milita nella seconda divisione del campionato marocchino di calcio, la Botola 2, e gioca le partite casalinghe allo stadio di Marrakech (45 240 posti).

## Storia
Il Kawkab Athlétique Club de Marrakech fu fondato il 20 settembre del 1947 da Idriss Talbi. Il club è un'estensione di uno dei più grandi club di Marrakech, l'Annajah, fondato all'inizio del 1940 dallo stesso Talbi. Dalla sua fondazione fino ad oggi il club è stato caratterizzato da tre grandi periodi.

### Periodo d'oro (1956-1969)
Dopo due vittorie ai play-off, una contro l'Hassaniat Alkasba e una contro l'Aladl Aribati, il club ottenne il diritto di giocare nella nuova divisione, istituita dopo dell'indipendenza del Marocco, nel 1956, da una commissione temporanea. In quella prima edizione del torneo (1956-1957) finì secondo in classifica nel campionato dietro il Wydad Casablanca. Nella sua seconda edizione, invece, nel 1957-1958, e per la prima volta nella sua storia riuscì a vincere il campionato. Negli anni a venire il club continuò a piazzarsi sempre tra i primi nella classifica, anche se quella fu ultima volta che vinse il campionato in quel periodo. Nella Coppa del Marocco il club sorprese tutti arrivando in semifinale per ben tre volte, nel 1957, 1958 e 1960, e per la prima volta in finale nel 1962, quando perse contro Mouloudia Oujda per 1-0. Nel 1963 vinse la sua prima Coppa del Marocco, seguita da altri due successi nel 1964 e nel 1965: il Kawkab divenne la prima squadra a vincere la Coppa del Marocco per tre anni di fila, guadagnando il diritto di detenere la coppa nella sala dei trofei del club.

### Periodo buio (1968-1984)
Questo periodo è caratterizzato da grandi delusioni, sconfitte e numerose discese in seconda divisione. Per sedici anni il club non riuscì a vincere né la Coppa del Marocco né il campionato. Tra i principali fattori che contribuirono al calo di risultati del club vi furono il disinteresse della società verso la promozione di giovani calciatori, la mancanza di un centro di formazione calcistica per i giovani e la mancanza di fondi. Nel 1984 Mohamed Elmediouri tenne una riunione generale per superare la crisi e per trovare soluzioni, che ben presto non tardarono ad arrivare, dando vita ad un nuovo periodo per la storia del club.

### Periodo della rinascita (1984-oggi)
Il periodo della rinascita prende il via nel 1984: dopo il periodo buio durato sedici anni, il Kawkab Athletic Club de Marrakech ritornò in grande stile con una squadra da prima divisione. Grazie alla nuova politica e la buona gestione il club riuscì a risolvere i propri problemi, soprattutto quelli finanziari, firmando contratti pubblicitari con diversi sponsor come la posta marocchina, Doli dol, Volvo e altre aziende. Fu la prima squadra di calcio marocchina a firmare un contratto pubblicitario, nella stagione 1986-1987. Vicino alla sede del club fu costruito un complesso turistico commerciale per alleggerire in qualche modo le spese della società. Il complesso turistico generava circa 130.000 euro all'anno. Il piano di rilancio prevedeva anche la costruzione di un centro formazione per i giovani, il Kansouli, comprendente tre campi da calcio. Nel 1996 il club ultimò l'edificazione del complesso residenziale Dar Lkoukab.
Dal 1984 il Kawkab Athletic Club Marrakech ha vinto un titolo nazionale nel 1991-1992 e arrivò secondo in classifica nelle stagioni 1986-1987, 1987-1988, 1997-1998 e 1998-1999. Ha vinto anche tre coppe del Marocco nel 1987, 1991 e 1993, arrivando in finale nel 1997, mentre nel 1996 per la prima volta nella sua storia ha vinto la Coppa CAF.

## Strutture

### Stadio

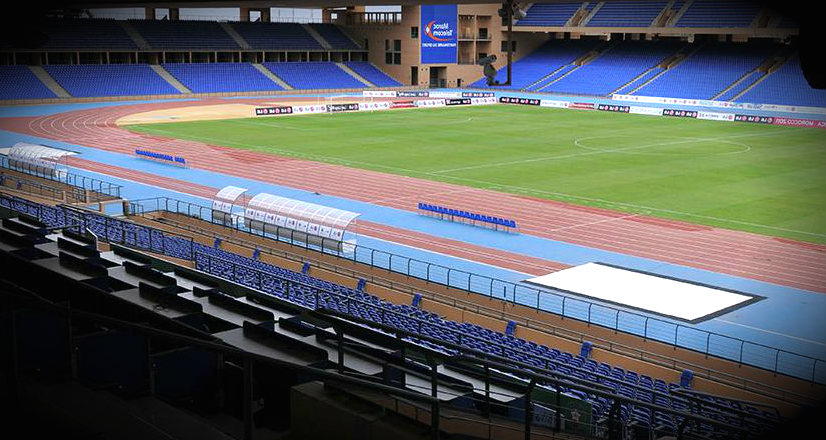
Lo Stadio di Marrakech.

Lo stadio El Harti (in arabo: ملعب الحارثي), situato a Marrakech e con capienza di 20 000 posti a sedere, ha ospitato le partite casalinghe del Kawkab fino a dicembre del 2010. Attualmente lo stadio ospita le partite casalinghe dell'Olympique de Marrakech.
Dal 2011 il Kawkab gioca le sue partite casalinghe nel Stadio di Marrakech (in arabo : ملعب مراكش) che è stato inaugurato il 5 gennaio 2011 ed è costato 90 milioni di euro. Lo stadio dispone di una sala multimediale di 1 000 metri quadrati), un centro di primo soccorso, 14 spogliatoi di cui 4 da calcio con sauna, 2 per gli arbitri, 8 per atletica leggera, un'infermeria e un parcheggio con una capienza di 7 500 posti e un Eliporto.

### Centro di allenamento

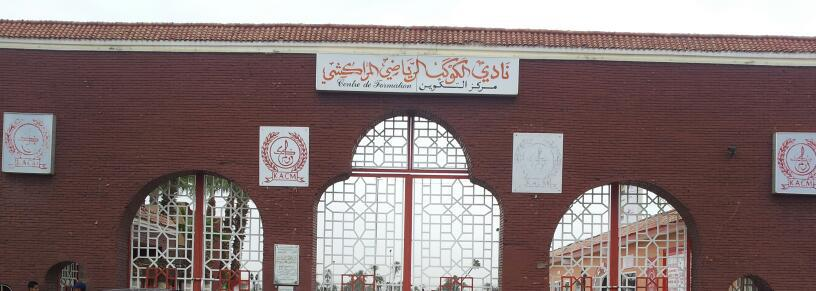
Veduta del Centro di formazione calcistica Kansouli.

Il Kawkab de Marrakech dispone di un grande centro di formazione a Bab Doukala. Il Centro di formazione calcistica Kansouli dispone di 3 campi da calcio, 4 spogliatoi con sauna, una sala riunioni, infermeria, uffici per i dirigente, una caffetteria e un campo da calcio grande con erba artificiale. Inoltre la società possiede un altro impianto, lo Stadio El Arbi Ben Barek, dove la squadra svolge gli allenamenti. Questo impianto ha una tribuna da dove i tifosi del club possono seguire gli allenamenti della squadra, oltre a una caffetteria ed altri servizi.

## Palmarès

### Competizioni nazionali
- Campionato marocchino: 2

1958, 1989-1990
- Coppa del Marocco: 6

1962-1963, 1963-1964, 1964-1965, 1986-1987, 1990-1991, 1992-1993
- Campionato marocchino di seconda divisione: 1

2012-2013
- Campionato marocchino di terza divisione: 1

2022-2023

### Competizioni internazionali
- Coppa CAF: 1

1996

### Altri piazzamenti
- Campionato marocchino:

Secondo posto: 1956-1957, 1962-1963, 1986-1987, 1987-1988, 1997-1998, 1998-1999
Terzo posto: 1960-1961, 1989-1990, 2013-2014, 2014-2015
- Coppa del Marocco:

Finalista: 1961-1962
Semifinalista: 1987-1988, 1993-1994
- Supercoppa del Marocco:

Finalista: 1963

## Rosa 2013-2014

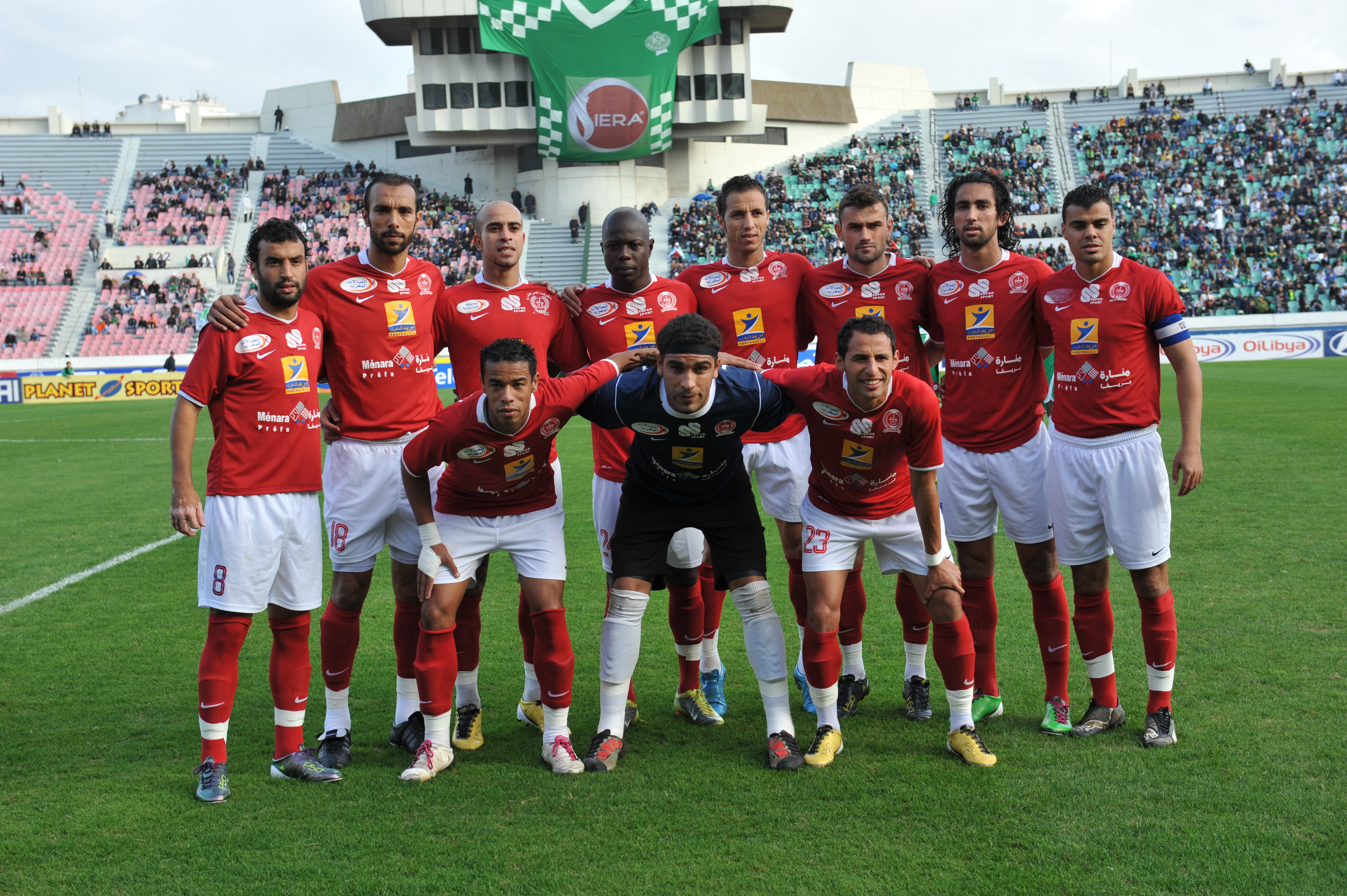
Kawkab Athletic Club de Marrakech

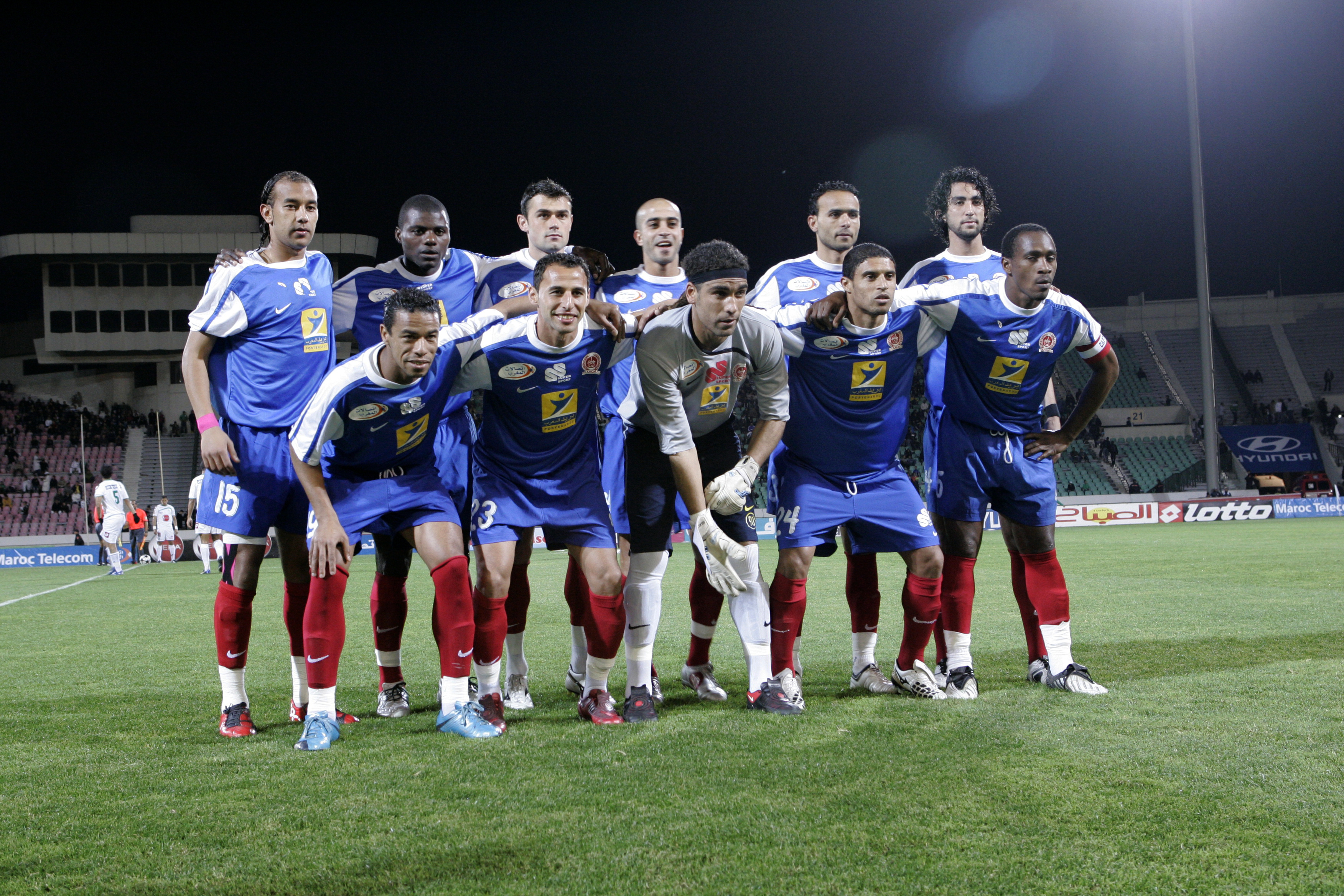
Kawkab Athletic Club de Marrakech in trasferta

| N. |                       | Ruolo | Calciatore              |
| -- | --------------------- | ----- | ----------------------- |
| 22 | Marocco (bandiera)    | P     | Mohamed Ouzouka         |
| 15 | Marocco (bandiera)    | D     | Mehdi Zoubairi          |
| 23 | Marocco (bandiera)    | D     | Abdeljalil Jbira        |
| 6  | Marocco (bandiera)    | D     | Abdelilah Mansour       |
| 5  | Capo Verde (bandiera) | D     | Nélson Veiga (capitano) |
| 8  | Marocco (bandiera)    | D     | Jamal Brarou            |
| 25 | Marocco (bandiera)    | C     | Mourad Zitouni          |
| 4  | Marocco (bandiera)    | C     | Jamal Eddine El malk    |
| 21 | Marocco (bandiera)    | C     | Abderrahim Saidi        |
| 7  | Marocco (bandiera)    | A     | Soufiane Alloudi        |
| 13 | Marocco (bandiera)    | A     | Soufiane Bahja          |

| N. |                           | Ruolo | Calciatore       |
| -- | ------------------------- | ----- | ---------------- |
| 12 | Marocco (bandiera)        | P     | Ali Mhamdi       |
| 83 | Marocco (bandiera)        | D     | Adnan Sarhane    |
| 17 | Marocco (bandiera)        | D     | Hicham Harouache |
| 27 | Marocco (bandiera)        | D     | Mohamed Chibi    |
| 31 | Costa d'Avorio (bandiera) | C     | Aubin Kouakou    |
| 3  | Marocco (bandiera)        | C     | Khalid Qaous     |
| 10 | Marocco (bandiera)        | C     | Jaouad Sabbani   |
| 14 | Marocco (bandiera)        | C     | Younes Fathi     |
| 9  | Marocco (bandiera)        | A     | Brahim Ouchrif   |
| 11 | Marocco (bandiera)        | A     | Ahmed Sehmoudi   |
| 25 | Camerun (bandiera)        | A     | Edet Otobong     |
| 11 | Marocco (bandiera)        | A     | Mouhcine Hidaga  |

## Presidenti
- Hadj Idriss Talbi (Fondatore)

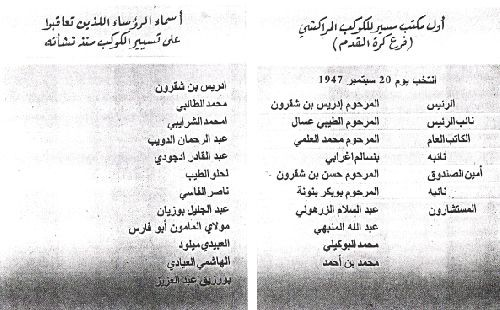
- Lista presidenti del (KACM)
- Il Primo Staff nel 1947

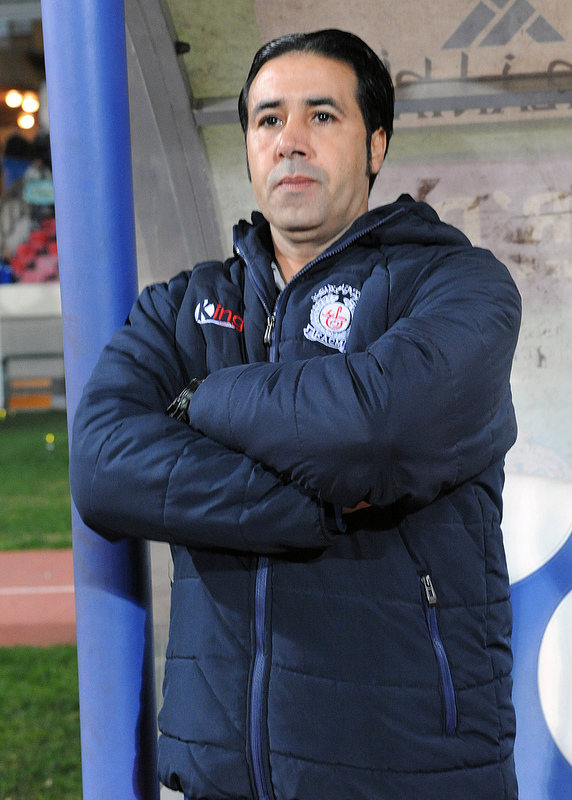
Hicham Dmii

- Hadj Ben Miloud Aoubidi Jilali (Fondatore)
- Mohamed ElMadiouri
- Benhlal Abdelaziz
- Driss Benchekroun
- Mohamed Talbi
- M'hamed Chraibi
- Abdelkader Edjoudi
- Lahlou Taib
- Nasser El Fassi
- Abdeljalil Bouziane
- Abu Faris
- Lhachmi Layadi
- Bourziq Abdelaziz
- Tahar El Khalej
- Rachid Benrami
- Fouad El Ouarzazi

## Tifoseria
Gli Ultras Crazy Boys (UCB) sono i tifosi del Kawkab Athlétique Club de Marrakech (KACM) è stato fondato il 25 dicembre 2006 . Il loro principale obiettivo è quello di appoggiare la squadra sia in casa che in trasferta.
I principali obiettivi per il futuro sono:
- Una migliore gestione ed organizzazione
- Lo Sviluppo e l'introduzione della cultura Ultras tra i tifosi.

| Nome          | Abbreviazione | Anno di fondazione | Tribuna                    |
| ------------- | ------------- | ------------------ | -------------------------- |
| Crazy Boys 06 | UCB06         | 2006               | Tribune Sud (Curva Mitica) |